# Leißling
Leißling là một đô thị thuộc huyện Burgenland, bang Sachsen-Anhalt, Đức. Đô thị Leißling có diện tích 7,47 km², dân số thời điểm ngày 31 tháng 12 năm 2006 là 1568 người.